# Chetek
Chetek è una città degli Stati Uniti d'America, situata in Wisconsin, nella Contea di Barron.